# Liste der Stolpersteine in Ahaus

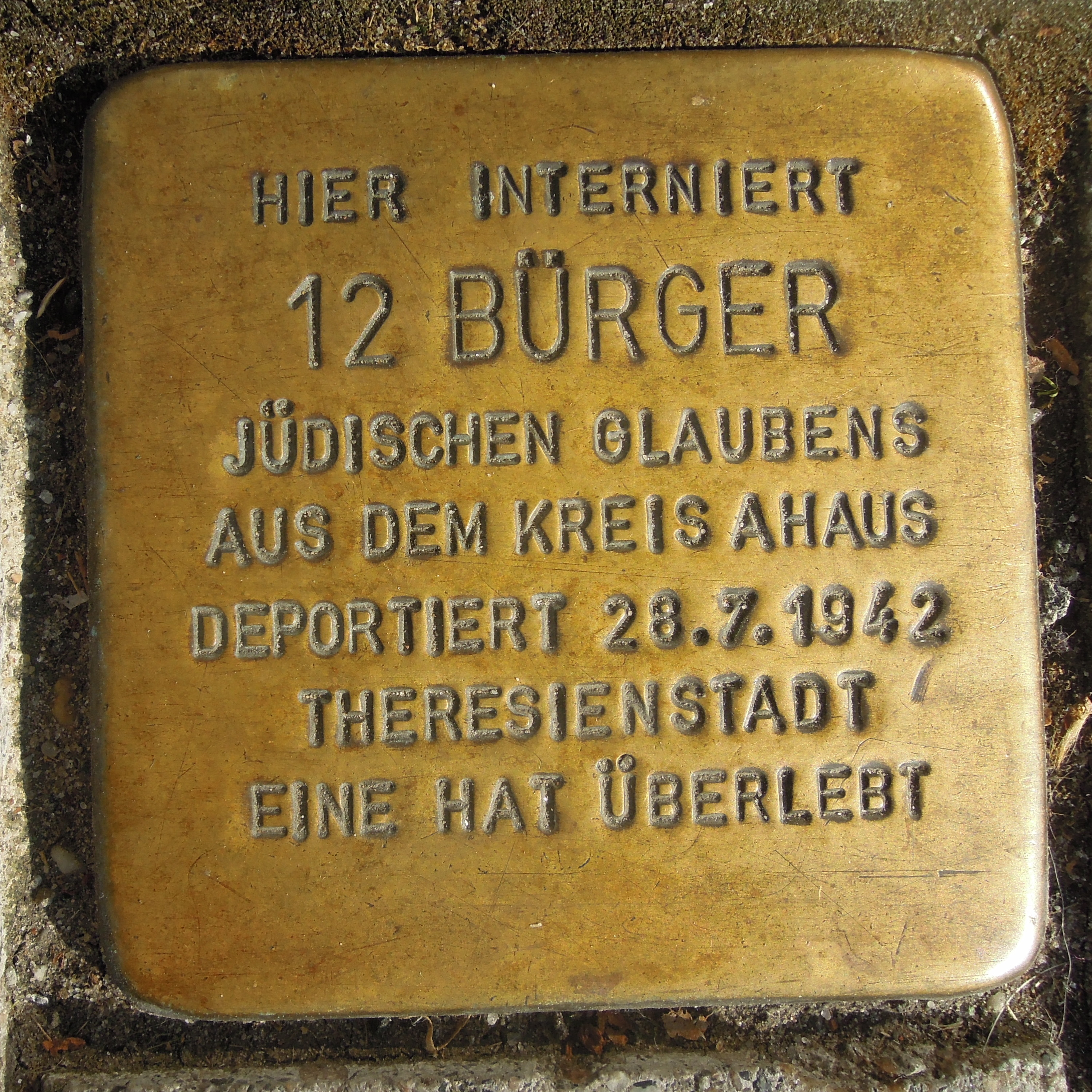

Die Liste der Stolpersteine in Ahaus enthält Stolpersteine, die im Rahmen des gleichnamigen Kunst-Projekts von Gunter Demnig in Ahaus verlegt wurden. Mit ihnen soll an Opfer des Nationalsozialismus erinnert werden, die in Ahaus lebten und wirkten.

## Liste der Stolpersteine
| Person                  | Adresse                | Inschrift | Bild | Verlegedatum | weitere Informationen |
| ----------------------- | ---------------------- | --- | --- | --- | --- |
| Hugo Löwenstein         | Bahnhofstraße 2 ⊙      | Hier wohnte Hugo Löwenstein Jg. 1871 verzogen 1937 Berlin deportiert 1942 Theresienstadt tot 28.9.1942                                   | Bild gesucht Der Benutzer GeorgDerReisende ( Diskussion ) wünscht sich an dieser Stelle ein Bild vom Ort mit diesen Koordinaten 52.076613 7.008049 . Motiv: Fotos der Stolpersteine der Familie Löwenstein, ihrer Lage und das Haus Falls du dabei helfen möchtest, erklärt die Anleitung , wie das geht. BW                                                                                   | | überprüfen: oder vor Nr. 6 |
| Adolf Löwenstein        | Bahnhofstraße 2 ⊙      | Hier wohnte Adolf Löwenstein Jg. 1909 Flucht 1933 Holland interniert Westerbork deportiert 1942 Auschwitz ermordet 16.12.1942            | Bild gesucht Die Wikipedia wünscht sich an dieser Stelle ein Bild vom hier behandelten Ort. Falls du dabei helfen möchtest, erklärt die Anleitung , wie das geht. BW | | |
| Sophie Winkler          | Bahnhofstraße 27 ⊙     | | Bild gesucht Der Benutzer GeorgDerReisende ( Diskussion ) wünscht sich an dieser Stelle ein Bild vom Ort mit diesen Koordinaten 52.078425 7.009891 . Motiv: Foto des Stolpersteins von Sophie Winkler, seiner Lage und das Haus Falls du dabei helfen möchtest, erklärt die Anleitung , wie das geht. BW                                                                                       | 21. Sep. 2011 | |
| Berta Gottschalk        | Bahnhofstraße 61 ⊙     | Hier wohnte Berta Gottschalk geb. Metzger Jg. 1875 deportiert 1942 Theresienstadt ermordet in Treblinka                                  | Bild gesucht Der Benutzer GeorgDerReisende ( Diskussion ) wünscht sich an dieser Stelle ein Bild vom Ort mit diesen Koordinaten 52.079967 7.011722 . Motiv: Fotos der Stolpersteine der Familie Gottschalk, ihrer Lage und das Haus Falls du dabei helfen möchtest, erklärt die Anleitung , wie das geht. BW                                                                                   | 22. Apr. 2006 | |
| Erich Gottschalk        | Bahnhofstraße 61 ⊙     | Hier wohnte Erich Gottschalk Jg. 1915 Pogromopfer Schutzhaft 1938 Flucht Holland Palästina überlebt                                      | Bild gesucht Die Wikipedia wünscht sich an dieser Stelle ein Bild vom hier behandelten Ort. Falls du dabei helfen möchtest, erklärt die Anleitung , wie das geht. BW | 22. Apr. 2006 | |
| Julia Gumpert           | Bahnhofstraße 67 ⊙     | Hier wohnte Julia Gumpert geb. Metzger Jg. 1876 Flucht 1938 Holland deportiert 1943 Auschwitz ermordet 12.2.1943                         | Bild gesucht Der Benutzer GeorgDerReisende ( Diskussion ) wünscht sich an dieser Stelle ein Bild vom Ort mit diesen Koordinaten 52.080155 7.011941 . Motiv: Fotos der Stolpersteine der Familie Katz, ihrer Lage und das Haus Falls du dabei helfen möchtest, erklärt die Anleitung , wie das geht. BW                                                                                         | 22. Apr. 2006 | |
| Ernst Katz              | Bahnhofstraße 67 ⊙     | Hier wohnte Ernst Katz Jg. 1900 Flucht 1938 Holland deportiert 1942 Auschwitz ermordet 29.8.1942                                         | Bild gesucht Die Wikipedia wünscht sich an dieser Stelle ein Bild vom hier behandelten Ort. Falls du dabei helfen möchtest, erklärt die Anleitung , wie das geht. BW | 22. Apr. 2006 | |
| Regina Katz             | Bahnhofstraße 67 ⊙     | Hier wohnte Regina Katz geb. Gumpert Jg. 1909 Flucht 1938 Holland deportiert 1942 Auschwitz ermordet 23.8.1942                           | Bild gesucht Die Wikipedia wünscht sich an dieser Stelle ein Bild vom hier behandelten Ort. Falls du dabei helfen möchtest, erklärt die Anleitung , wie das geht. BW | 22. Apr. 2006 | |
| Alfred Katz             | Bahnhofstraße 67 ⊙     | Hier wohnte Alfred Katz Jg. 1935 Flucht 1938 Holland deportiert 1942 Auschwitz ermordet 23.8.1942                                        | Bild gesucht Die Wikipedia wünscht sich an dieser Stelle ein Bild vom hier behandelten Ort. Falls du dabei helfen möchtest, erklärt die Anleitung , wie das geht. BW | 22. Apr. 2006 | |
| Juliane Katz            | Bahnhofstraße 67 ⊙     | Hier wohnte Juliane ‚Julie‘ Katz Jg. 1936 Flucht 1938 Holland deportiert 1942 Auschwitz ermordet 23.8.1942                               | Bild gesucht Die Wikipedia wünscht sich an dieser Stelle ein Bild vom hier behandelten Ort. Falls du dabei helfen möchtest, erklärt die Anleitung , wie das geht. BW | 22. Apr. 2006 | |
| Adolf de Jong           | Coesfelder Straße 25 ⊙ | Hier wohnte Adolf de Jong Jg. 1882 Flucht 1938 Holland ermordet 17.9.1943 in Auschwitz                                                   | | 28. Apr. 2009 | Adolf de Jong wurde am 11. Februar 1882 in Ahaus geboren. Nach seiner Flucht nach Holland 1938 wurde er vom 28. März 1940 bis zum 14. September 1943 im Sammellager Westerbork inhaftiert. Von dort wurde er am 14. September 1943 in das Vernichtungslager Auschwitz deportiert wo er vermutlich am 17. September 1943 ermordet wurde. Auf Grund fehlender Unterlagen wurde er für tot erklärt.                     |
| Frieda de Jong          | Coesfelder Straße 25 ⊙ | Hier wohnte Frieda de Jong geb. Devries Jg. 1889 Flucht 1938 Holland überlebt in Australien                                              | | 28. Apr. 2009 | |
| Marga de Jong           | Coesfelder Straße 25 ⊙ | Hier wohnte Marga de Jong Jg. 1922 Flucht 1938 Holland überlebt in Australien                                                            | | 28. Apr. 2009 | |
| Herbert de Jong         | Coesfelder Straße 25 ⊙ | Hier wohnte Herbert de Jong Jg. 1923 Flucht 1938 Holland ermordet März 1944 in Auschwitz                                                 | | 28. Apr. 2009 | Herbert de Jong wurde am 9. November 1923 in Ahaus geboren. Nach seiner Flucht nach Holland am 24. Dezember 1938 wurde er vom 18. November 1942 bis zum 14. September 1943 im Sammellager Westerbork inhaftiert. Von dort wurde er am 14. September 1943 in das Vernichtungslager Auschwitz deportiert wo er vermutlich am 29. Februar 1944 ermordet wurde. Auf Grund fehlender Unterlagen wurde er für tot erklärt. |
| Henny de Jong           | Coesfelder Straße 25 ⊙ | Hier wohnte Henny de Jong Jg. 1928 Flucht 1938 Holland ermordet 17.9.1943 in Auschwitz                                                   | Bild gesucht Der Benutzer GeorgDerReisende ( Diskussion ) wünscht sich an dieser Stelle ein Bild vom Ort mit diesen Koordinaten 52.072028 7.006919 . Motiv: Foto des Stolpersteins von Henny de Jong Falls du dabei helfen möchtest, erklärt die Anleitung , wie das geht. BW | 28. Apr. 2009 | |
| Joseph Jakobs           | Coesfelder Straße 51 ⊙ | Hier wohnte Joseph Jakobs Jg. 1929 deportiert 1942 Zamosc ermordet 1942                                                                  | | 24. Juni 2010 | Joseph Jacobs wurde am 9. März 1929 in Ahaus geboren und war wohnhaft in Cloppenburg und Anröchte. Er wurde ab Dortmund am 30. April 1942 in das Ghetto Zamosc deportiert. |
| Julchen Jakobs          | Coesfelder Straße 51 ⊙ | Hier wohnte Julchen Jakobs geb. Weinberg Jg. 1905 deportiert 1942 Zamosc ermordet 1942                                                   | | 24. Juni 2010 | überprüfen: oder Coesfelder Straße 53 |
| Simon Jakobs            | Coesfelder Straße 51 ⊙ | Hier wohnte Simon Jakobs Jg. 1896 deportiert 1942 Zamosc ermordet 1942                                                                   | | 24. Juni 2010 | |
| Joseph Frankenhaus      | Königstraße 9 ⊙        | Hier wohnte Joseph Frankenhaus Jg. 1894 26.11.1941 Zwangseinweisung Dauerheim Berlin sterilisiert deportiert 1942 Trawniki               | Bild gesucht Der Benutzer GeorgDerReisende ( Diskussion ) wünscht sich an dieser Stelle ein Bild vom Ort mit diesen Koordinaten 52.076316 7.006372 . Motiv: Foto des Stolperstein von Joseph Frankenhaus, seiner Lage und die Häuser Königstraße 9, 13 und 15 und die Verbindungsstraße von der Königstraße zum Markt Falls du dabei helfen möchtest, erklärt die Anleitung , wie das geht. BW | 22. Apr. 2006 | ehem. Kirchstraße 3 |
| Adolf Kahn              | Kreuzstraße 12 ⊙       | Hier wohnte Adolf Kahn Jg. 1878 deportiert 10.12.1941 Riga ermordet                                                                      | Bild gesucht Der Benutzer GeorgDerReisende ( Diskussion ) wünscht sich an dieser Stelle ein Bild vom Ort mit diesen Koordinaten 52.07728 7.006142 . Motiv: Fotos der Stolpersteine der Familien Kahn und Gottschalk, ihrer Lage und das Haus Falls du dabei helfen möchtest, erklärt die Anleitung , wie das geht. BW                                                                          | | |
| Billa Kahn              | Kreuzstraße 12 ⊙       | Hier wohnte Billa Kahn geb. Elias Jg. 1875 deportiert 10.12.1941 Riga ermordet                                                           | Bild gesucht Die Wikipedia wünscht sich an dieser Stelle ein Bild vom hier behandelten Ort. Falls du dabei helfen möchtest, erklärt die Anleitung , wie das geht. BW | | |
| Emil Gottschalk         | Kreuzstraße 12 ⊙       | Hier wohnte Emil Gottschalk Jg. 1895 Flucht Nov. 1939 Holland-Frankreich interniert Drancy deportiert Aug. 1942 Auschwitz überlebt       | Bild gesucht Die Wikipedia wünscht sich an dieser Stelle ein Bild vom hier behandelten Ort. Falls du dabei helfen möchtest, erklärt die Anleitung , wie das geht. BW | | |
| Irma Gottschalk         | Kreuzstraße 12 ⊙       | Hier wohnte Irma Gottschalk geb. Kahn Jg. 1902 deportiert 10.12.1941 Riga befreit tot Mai 1945 Haftfolgen                                | Bild gesucht Die Wikipedia wünscht sich an dieser Stelle ein Bild vom hier behandelten Ort. Falls du dabei helfen möchtest, erklärt die Anleitung , wie das geht. BW | | |
| Ernst Josef Gottschalk  | Kreuzstraße 12 ⊙       | Hier wohnte Ernst Josef Gottschalk Jg. 1934 deportiert 10.12.1941 Riga ermordet                                                          | Bild gesucht Die Wikipedia wünscht sich an dieser Stelle ein Bild vom hier behandelten Ort. Falls du dabei helfen möchtest, erklärt die Anleitung , wie das geht. BW | | |
| Bertha Elburg           | Kreuzstraße 12 ⊙       | | Bild gesucht Die Wikipedia wünscht sich an dieser Stelle ein Bild vom hier behandelten Ort. Falls du dabei helfen möchtest, erklärt die Anleitung , wie das geht. BW | | |
| Emilie Cohen            | Markt 1 ⊙              | Hier wohnte Emilie Cohen geb. Gumpert Jg. 1887 Flucht 1939 Chile tot 23.1.1940 im Auffanglager                                           | Bild gesucht Der Benutzer GeorgDerReisende ( Diskussion ) wünscht sich an dieser Stelle ein Bild vom Ort mit diesen Koordinaten 52.075891 7.005198 . Motiv: Stolpersteine der Familie Cohen, ihrer Lage und das Haus Falls du dabei helfen möchtest, erklärt die Anleitung , wie das geht. BW                                                                                                  | 28. Apr. 2009 | |
| Joseph Cohen            | Markt 1 ⊙              | Hier wohnte Joseph Cohen Jg. 1924 Flucht 1939 Chile überlebt                                                                             | Bild gesucht Die Wikipedia wünscht sich an dieser Stelle ein Bild vom hier behandelten Ort. Falls du dabei helfen möchtest, erklärt die Anleitung , wie das geht. BW | 28. Apr. 2009 | |
| Frieda Cohen            | Markt 1 ⊙              | Hier wohnte Frieda Cohen Jg. 1880 deportiert 1941 ermordet in Riga                                                                       | Bild gesucht Die Wikipedia wünscht sich an dieser Stelle ein Bild vom hier behandelten Ort. Falls du dabei helfen möchtest, erklärt die Anleitung , wie das geht. BW | 28. Apr. 2009 | |
| Moses de Jong           | Rathausplatz ⊙         | Hier wohnte Moses de Jong Jg. 1879 deportiert 1941 Riga ermordet 1943                                                                    | Bild gesucht Der Benutzer GeorgDerReisende ( Diskussion ) wünscht sich an dieser Stelle ein Bild vom Ort mit diesen Koordinaten 52.073582 7.007135 . Motiv: Stolpersteine der Familie de Jong, ihrer Lage und Blick vom Rathausplatz auf die südwestliche Ecke des Platzes Falls du dabei helfen möchtest, erklärt die Anleitung , wie das geht. BW                                            | | ehem. Coesfelder Straße 2 |
| Else de Jong            | Rathausplatz ⊙         | Hier wohnte Else de Jong geb. Minkel Jg. 1882 deportiert 1941 Riga ermordet 1943                                                         | Bild gesucht Die Wikipedia wünscht sich an dieser Stelle ein Bild vom hier behandelten Ort. Falls du dabei helfen möchtest, erklärt die Anleitung , wie das geht. BW | | |
| Hilde Galinski          | Rathausplatz ⊙         | Hier wohnte Hilde Galinski geb. de Jong Jg. 1913 deportiert 1942 Izbica ermordet 1942                                                    | Bild gesucht Die Wikipedia wünscht sich an dieser Stelle ein Bild vom hier behandelten Ort. Falls du dabei helfen möchtest, erklärt die Anleitung , wie das geht. BW | | |
| Ilse de Jong            | Rathausplatz ⊙         | Hier wohnte Ilse de Jong Jg. 1914 deportiert 1941 Riga Stutthof befreit-überlebt                                                         | Bild gesucht Die Wikipedia wünscht sich an dieser Stelle ein Bild vom hier behandelten Ort. Falls du dabei helfen möchtest, erklärt die Anleitung , wie das geht. BW | | |
| Marianne de Jong        | Rathausplatz ⊙         | Hier wohnte Marianne de Jong Jg. 1923 deportiert 1941 Riga Stutthof befreit-überlebt                                                     | Bild gesucht Die Wikipedia wünscht sich an dieser Stelle ein Bild vom hier behandelten Ort. Falls du dabei helfen möchtest, erklärt die Anleitung , wie das geht. BW | | |
| Alfred Löwenstein       | Van-Delden-Straße 12 ⊙ | | Bild gesucht Der Benutzer GeorgDerReisende ( Diskussion ) wünscht sich an dieser Stelle ein Bild vom Ort mit diesen Koordinaten 52.077166 7.010305 . Motiv: Fotos der Stolpersteine der Familie Löwenstein, ihrer Lage und des Hauses Falls du dabei helfen möchtest, erklärt die Anleitung , wie das geht. BW                                                                                 | | |
| Hedwig Löwenstein       | Van-Delden-Straße 12 ⊙ | | Bild gesucht Die Wikipedia wünscht sich an dieser Stelle ein Bild vom hier behandelten Ort. Falls du dabei helfen möchtest, erklärt die Anleitung , wie das geht. BW | | |
|                         | Van-Delden-Straße 12 ⊙ | 6 Töchter haben überlebt | Bild gesucht Die Wikipedia wünscht sich an dieser Stelle ein Bild vom hier behandelten Ort. Falls du dabei helfen möchtest, erklärt die Anleitung , wie das geht. BW | | |
| Ernst Cohen             | Wallstraße 2 ⊙         | Hier wohnte Ernst Cohen Jg. 1927 deportiert 1941 Riga Stutthof befreit tot 1945 an Haftfolgen                                            | | | Ernst Richard Cohen wurde am 7. Dezember 1927 in Ahaus geboren. Er wurde ab Münster am 13. Dezember 1941 in das Ghetto Riga bzw. Konzentrationslager Stutthof deportiert wo er 1945 an den Haftfolgen verstarb. |
| Marga Cohen             | Wallstraße 2 ⊙         | Hier wohnte Marga Cohen Jg. 1923 deportiert 1941 Riga Stutthof befreit/überlebt                                                          | | | |
| Miriam Cohen            | Wallstraße 2 ⊙         | Hier wohnte Miriam Cohen Jg. 1929 deportiert 1941 Riga Stutthof befreit/überlebt                                                         | | | |
| Moritz Cohen            | Wallstraße 2 ⊙         | Hier wohnte Moritz Cohen Jg. 1878 deportiert 1941 Riga ermordet 28.8.1944                                                                | | Moritz Cohen wurde am 19. Juni 1878 in Ahaus geboren. Er wurde ab Münster am 13. Dezember 1941 in das Ghetto Riga bzw. weiter in das Konzentrationslager Riga-Kaiserwald deportiert wo er vermutlich am 28. August 1944 ermordet wurde. Auf Grund fehlender Unterlagen wurde er für tot erklärt.                                           | |
| Bernhard Schlösser      | Wallstraße 3 ⊙         | Hier wohnte Bernhard Josef Schlösser Jg. 1935 deportiert 1941 Riga ermordet in Auschwitz                                                 | | | Bernhard Schlösser wurde am 30. August 1935 in Ahaus geboren. Er wurde ab Münster am 13. Dezember 1941 in das Ghetto Riga deportiert. Auf Grund fehlender Unterlagen wurde er für tot erklärt. |
| Emma Schlösser          | Wallstraße 3 ⊙         | Hier wohnte Emma Schlösser Jg. 1899 deportiert 1941 ermordet in Riga                                                                     | | | |
| Erna Schlösser          | Wallstraße 3 ⊙         | Hier wohnte Erna Josef Schlösser geb. Davids Jg. 1898 deportiert 1941 Riga Stutthof ermordet 13.11.1944                                  | | Erna Davids wurde am 17. August 1898 in Horstmar geboren. Sie wurde ab Münster am 13. Dezember 1941 in das Ghetto Riga und am 9. August 1944 in das Konzentrationslager Stutthof deportiert wo sie am 13. November 1944 ermordet wurde. | |
| Felix Schlösser         | Wallstraße 3 ⊙         | Hier wohnte Felix Schlösser Jg. 1883 deportiert 1941 ermordet in Riga                                                                    | | Felix Schlösser wurde am 29. Dezember 1883 in Ahaus geboren. Er wurde ab Münster am 13. Dezember 1941 in das Ghetto Riga deportiert. Auf Grund fehlender Unterlagen wurde er für tot erklärt. | |
| Leo Schlösser           | Wallstraße 3 ⊙         | Hier wohnte Leo Schlösser Jg. 1931 deportiert 1941 ermordet in Riga                                                                      | | Leo Schlösser wurde am 25. Oktober 1931 in Ahaus geboren. Er wurde ab Münster am 13. Dezember 1941 in das Ghetto Riga deportiert. Auf Grund fehlender Unterlagen wurde er für tot erklärt. | |
| Max Schlösser           | Wallstraße 3 ⊙         | Hier wohnte Dr. Max Schlösser Jg. 1893 deportiert 1941 ermordet in Riga                                                                  | | Max Schlösser wurde am 12. Dezember 1893 in Ahaus geboren. Er war im November 1938 in Gestapogefängnis Essen und vom 17. November 1938 bis zum 9. Dezember 1938 im Konzentrationslager Dachau inhaftiert. Er wurde ab Münster am 13. Dezember 1941 in das Ghetto Riga deportiert. Auf Grund fehlender Unterlagen wurde er für tot erklärt. | |
| Bertha Davids           | Wallstraße 3 ⊙         | Hier wohnte Bertha Davids geb. Sachs Jg. 1868 deportiert 1942 tot in Theresienstadt                                                      | | Bertha Sachs wurde am 25. Februar 1868 in Bielefeld geboren und war wohnhaft in Billerbeck und Ahaus. Sie wurde am 31. Juli 1942 von Münster Ghetto Theresienstadt deportiert wo sie am 12. Januar 1943 ermordet wurde. | |
| Emma de Wolff           | Wallstraße 3 ⊙         | Hier wohnte Emma de Wolff geb. Schlösser Jg. 1886 deportiert 1942 aus Holland Auschwitz ermordet 27.11.1942                              | | | |
| Karoline Groenhijm      | Wallstraße 3 ⊙         | Hier wohnte Karoline Groenhijm geb. Schlösser Jg. 1879 deportiert 1943 aus Holland Sobibor ermordet 7.5.1943                             | | | |
|                         | Wallstraße 3 ⊙         | Hier interniert 12 Bürger jüdischen Glaubens aus dem Kreis Ahaus deportiert 28.7.1942 Theresienstadt eine hat überlebt                   | | | |
| Rudolf Schlösser        | Wessumer Straße 5 ⊙    | Hier wohnte Rudolf Schlösser Jg. 1885 deportiert 1941 ermordet in Riga                                                                   | Bild gesucht Der Benutzer GeorgDerReisende ( Diskussion ) wünscht sich an dieser Stelle ein Bild vom Ort mit diesen Koordinaten 52.076515 7.004646 . Motiv: Fotos der Stolpersteine für die Familie Schlösser, ihrer Lage und des Hauses Falls du dabei helfen möchtest, erklärt die Anleitung , wie das geht. BW                                                                              | | ehem. Querstraße 5 |
| Emmy Schlösser          | Wessumer Straße 5 ⊙    | Hier wohnte Emmy Schlösser geb. Pollack Jg. 1898 deportiert 1941 ermordet in Riga                                                        | Bild gesucht Die Wikipedia wünscht sich an dieser Stelle ein Bild vom hier behandelten Ort. Falls du dabei helfen möchtest, erklärt die Anleitung , wie das geht. BW | | |
| Thea Schlösser          | Wessumer Straße 5 ⊙    | Hier wohnte Thea Schlösser Jg. 1924 Kindertransport 1939 nach England überlebt                                                           | Bild gesucht Die Wikipedia wünscht sich an dieser Stelle ein Bild vom hier behandelten Ort. Falls du dabei helfen möchtest, erklärt die Anleitung , wie das geht. BW | | |
| Alfred Schlösser        | Wessumer Straße 5 ⊙    | Hier wohnte Alfred Schlösser Jg. 1925 Flucht 1939 Holland deportiert 1943 Sobibor ermordet 7.5.1943                                      | Bild gesucht Die Wikipedia wünscht sich an dieser Stelle ein Bild vom hier behandelten Ort. Falls du dabei helfen möchtest, erklärt die Anleitung , wie das geht. BW | | |
| Max Siegfried Schlösser | Wessumer Straße 5 ⊙    | Hier wohnte Max Siegfried ‚Friedel‘ Schlösser Jg. 1929 deportiert 1941 ermordet in Riga                                                  | Bild gesucht Die Wikipedia wünscht sich an dieser Stelle ein Bild vom hier behandelten Ort. Falls du dabei helfen möchtest, erklärt die Anleitung , wie das geht. BW | | |
| Frieda Sommerfeld       | Wüllener Straße 11 ⊙   | Hier wohnte Frieda Sommerfeld geb. Gumpert Jg. 1898 Flucht 1936 Holland interniert 1942 Westerbork deportiert ermordet 1943 in Auschwitz | Bild gesucht Der Benutzer GeorgDerReisende ( Diskussion ) wünscht sich an dieser Stelle ein Bild vom Ort mit diesen Koordinaten 52.075921 7.00474 . Motiv: Fotos der Stolpersteine der Familie Gumpert, ihrer Lage und des Hauses Falls du dabei helfen möchtest, erklärt die Anleitung , wie das geht. BW                                                                                     | 28. Apr. 2009 | ehem. Wüllener Straße 7 |
| Regina Wolff            | Wüllener Straße 11 ⊙   | Hier wohnte Regina Wolff geb. Gumpert Jg. 1891 Flucht 1936 Holland interniert 1942                                                       | Bild gesucht Die Wikipedia wünscht sich an dieser Stelle ein Bild vom hier behandelten Ort. Falls du dabei helfen möchtest, erklärt die Anleitung , wie das geht. BW | 28. Apr. 2009 | |